# Лаштованный
Лаштованный — посёлок в Ленинградском районе Краснодарского края Российской Федерации.
Входит в состав Образцового сельского поселения.

## География

### Улицы
- ул. Первомайская,
- ул. Солнечная,
- ул. Степная.

## Население
| 2002 | 2010 |
| ---- | ---- |
| 64   | ↘33  |

Национальный состав
По данным переписи 1926 года по Северо-Кавказскому краю, в населённом пункте числилось 14 хозяйств и 71 житель (30 мужчин и 41 женщина), из которых украинцы — 100 % или 71 чел.